# Paseo de la Viga (Pedro Villegas)

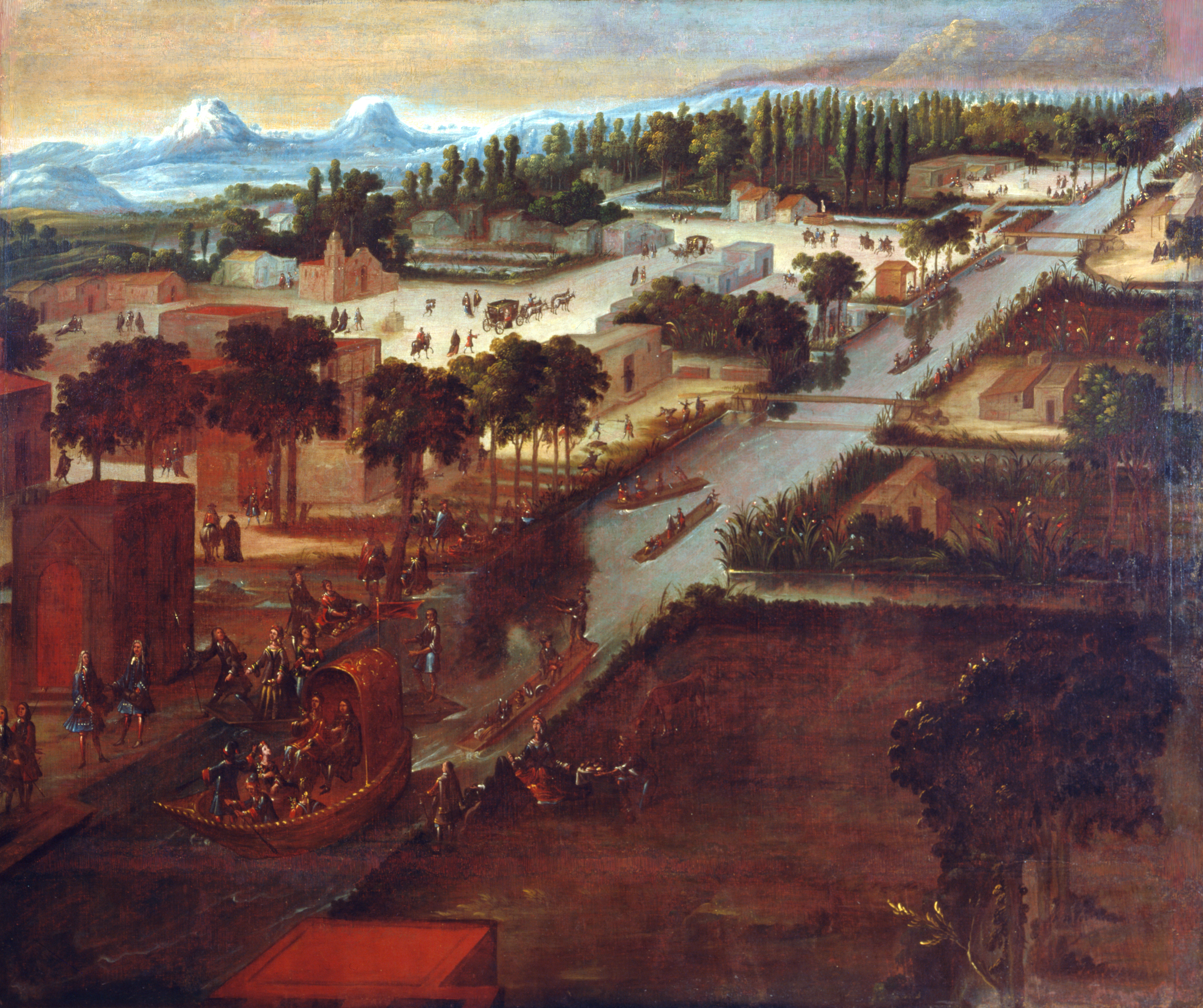
Paseo de la Viga con la iglesia de Iztacalco

Paseo del virrey don Francisco Fernández de la Cueva y de la Cueva, duque de Albuquerque, y de la virreina Juana de la Cerda, por el Canal de la Viga o Paseo de la Viga con la iglesia de Ixtacalco es un óleo sobre lienzo con medidas 14.3x171.4 cm., realizado por Pedro Villegas en 1706. Es la representación más antigua que se tiene del Canal de la Viga y las chinampas.

## Descripción
La calzada de la Viga era el recorrido que transitaban los comerciantes de Xochimilco y Chalco y que llegaba a la capital de la Ciudad de México, además de ser un paseo para el sur de la ciudad. El cuadro representa la vida cotidiana del lugar y la llegada, en 1703, del virrey don Francisco Fernández de la Cueva, acompañado de su esposa doña Juana de la Cerda y de una selecta concurrencia, quienes posteriormente se trasladaron al festejo del pueblo San Agustín de las Cuevas (hoy Tlalpan). El transporte en el que viajan los virreyes fue mandado hacer por el tesorero de la Real Casa de Moneda, don Francisco de Medina Picazo. Los virreyes aparecen debajo del toldo, el cual resalta su posición e importancia social. Se destacan las actividades de las personas, las trajineras como medio de transporte, chinampas, guardias militares que esperan al virrey, mujeres que vendían comida y a lo lejos los volcanes Popocatépetl e Iztaccíhuatl.